# 韋彪
韦彪（1世纪—89年），字孟达，扶风郡平陵县（今陕西省咸阳市西北）人，中国东汉官员。
其高祖韦贤，汉宣帝时为丞相。祖父韦赏，汉哀帝时为大司马。韦彪孝行纯正，父母去世，伤心守丧三年，不出庐寝。服丧期满，瘦得不成样子，医疗了多年才治好。好学博闻，被时人誉为儒者之宗。建武末年，被推举为孝廉，任命为郎中。因病去职，回家教授学生。安贫乐道，淡泊功名，三辅的儒生无不仰慕。
汉明帝听说韦彪之名，永平六年（63年），召拜韦彪为谒者，赐给他车马衣服，三次升迁为魏郡太守。汉章帝即位，因病免官。征拜为左中郎将、长乐卫尉，多次陈说政术，以宽厚为建议。后来上疏请求退休，拜为奉车都尉，官秩为中二千石，受到恩宠赏赐，像皇帝的亲戚一样。
建初七年（82年），汉章帝西巡，以韦彪暂代太常，多次受到召见，问他三辅旧事，礼仪风俗。韦彪于是建言：“现在西巡旧都，应该追录汉高祖、汉宣帝时的功臣，褒显他们的功劳，记载他们的子孙世系。”汉章帝采纳。走到长安，于是诏命京兆尹、右扶风寻访萧何、霍光的后裔。当时霍光没有苗裔，只封萧何末孙萧熊为酂侯。建初二年，已封曹参的后人曹湛为平阳侯，所以这次不再封曹氏。于是厚赐韦彪钱财美食，让他回平陵上坟。回朝，拜为大鸿胪。
当时，议论政事的很多人说郡国贡举都不是依靠功勋，所以守职日益懈怠而政事荒疏，过错在州郡。汉章帝下诏把这件事交给公卿朝臣议论。韦彪上议：“陛下明诏，担忧百姓，垂恩选举，务得人才。国家以选拔贤才为要务，贤才应以孝行为第一。孔子说：‘事亲孝故忠可移于君，是以求忠臣必于孝子之门。’大多数人才能和品行少有兼备，所以孟公绰能胜任赵氏、魏氏的家臣，不可以为滕国、薛国的大夫。忠孝之人，心地厚道；老练官吏，心地刻薄。三代的官员能正直处事，在于有办法能使他们得到磨炼。选士应该以才行为先，不可单纯看门第。最重要的是，在于选太守二千石。二千石贤德，贡举就得到人才了。”汉章帝采纳他的意见。
韦彪以为当世承继汉光武帝、汉明帝二帝吏治之后，以苛刻为能力，选置官职，不一定凭借才能，以当时盛夏寒冷的天象，上疏劝谏：“臣闻政化根本，是顺应阴阳。我见立夏以来，应热而冷，大概因为刑罚刻急，郡国不奉时令所导致。农民忙于农事而苛刻的官吏耽误农时，税赋应按常规调整而贪婪的官吏盘剥钱财，这是巨患。想要急百姓之务，应该先为其除患。天下关键，都在尚书，尚书的选用，怎可不重视？近来其中多有从郎官越级提拔升任尚书，虽然他们晓习文法，长于应对，小小聪明，多数没有大才能。应该选任历任州县长官有名望的人，虽然动作迟缓，常有不及，但一心向公，严守职责。应该以鉴啬夫应对敏捷为鉴，沉思绛侯周勃木讷之功。之前楚王刘英之狱大兴，所以设置令史来帮助郎官，其中多是小人，好为奸利。如今政令力求简明，令史可全部罢除。谏议之职，应用公直之士，多才忠诚，对朝政有助。现在有从试用的人中任为大夫。御史放外任，动辄任州郡太守。应当公正地选拔，以建议与政绩督责。二千石管理政事虽久，被吏民认为合适的，应该增秩重赏，不要随便调动。希望陛下留意。”奏上，汉章帝采纳。
元和二年（85年）春，汉章帝东巡，韦彪行司徒事随行。回京，因病请求退休，汉章帝派小黄门、太医问病，赐给他食物。韦彪病情加重。章和二年（88年）夏，汉章帝派谒者赐诏：“韦彪是将相的后裔，修身谨行，出自州里，在朝多年。身染重病，接连上书请求退职。年事已高，不可再加委任，怕职事繁琐，对身体更加有损。交上大鸿胪印绶。派太子舍人去中臧府，接受赐钱二十万。”永元元年（89年），韦彪卒，汉和帝下诏给尚书：“原大鸿胪韦彪，在位没有过错，正想继续任用，突然去世。其赐钱二十万，布百匹，谷三千斛。”
韦彪廉俭好施舍，把禄赐分给宗族，家无余财，著书十二篇，名为《韦卿子》。

## 延伸阅读
[在维基数据编辑]
 《後漢書/卷26》，出自范晔《後漢書》
 《東觀漢記》